# Bushnell (Nebraska)
Bushnell é uma vila localizada no estado americano de Nebraska, no Condado de Kimball.

## Demografia
Segundo o censo americano de 2000, a sua população era de 162 habitantes. 
Em 2006, foi estimada uma população de 143, um decréscimo de 19 (-11.7%).

## Geografia
De acordo com o United States Census Bureau, a localidade tem uma área de 0,5 km², sem área coberta por água.

## Localidades na vizinhança
O diagrama seguinte representa as localidades num raio de 40 km ao redor de Bushnell. 